# کریس ایگمن
کریس ایگمن (انگلیسی: Chris Eigeman؛ زادهٔ ۱ مارس ۱۹۶۵) هنرپیشه، فیلم‌نامه‌نویس، کارگردان فیلم و تهیه‌کننده فیلم اهل ایالات متحده آمریکا است.
از فیلم‌ها یا برنامه‌های تلویزیونی که وی در آن نقش داشته‌است می‌توان به سی‌اس‌آی: میامی، دختران گیلمور، خدمتکاری در منهتن، راهی به‌سوی جنگ، آربیتراژ، آقای حسادت، آخرین روزهای دیسکو و دختران گیلمور: یک سال در زندگی اشاره کرد.